# Leopold Figl
Leopold Figl, avstrijski inženir, diplomat in politik, * 2. oktober 1902, Rust, Spodnja Avstrija, † 9. maj 1965, Dunaj.
Figl je bil kancler Avstrije (1945–1953) in minister za zunanje zadeve Avstrije (1953–1959).